# Gach Sar
Gach Sar (persiska: گَچ سَر, گِتسچِسَر) är en ort i Iran.   Den ligger i provinsen Alborz, i den norra delen av landet, 50 km norr om huvudstaden Teheran. Gach Sar ligger 2 246 meter över havet och antalet invånare är 133.
Terrängen runt Gach Sar är bergig söderut, men norrut är den kuperad. Gach Sar ligger nere i en dal. Runt Gach Sar är det mycket tätbefolkat, med 1 056 invånare per kvadratkilometer. Närmaste större samhälle är Ḩasanak Dar, 4,0 km söder om Gach Sar. Trakten runt Gach Sar består i huvudsak av gräsmarker.